# 荒井康植
荒井 康植（あらい こうき、1993年5月14日 - ）は、ジャパンラグビーリーグワン横浜キヤノンイーグルスに所属するラグビーユニオン選手。

## プロフィール
- 福岡県出身。
- ポジションはスクラムハーフ(SH)。
- 身長 174 cm、体重 80 kg
- ニックネームはこうき。
- U17日本代表[1] やU19日本代表[2] に選ばれたことがある。

## 略歴
鞘ヶ谷ラグビースクールでラグビーを始めた。
2012年、佐賀工業高校卒業後、帝京大学に入る。なお佐賀工業高校時代、トライリージョンズ西日本メンバーに選ばれたことがある。
2016年、帝京大学卒業後、キヤノンイーグルス(現・横浜キヤノンイーグルス)に加入。同年8月27日に行われたジャパンラグビートップリーグ第1節のコカ・コーラレッドスパークス戦にて途中出場で公式戦初出場を果たす。
2018年1月にはサンウルブズの2018年トレーニングスコッドに追加招集された。
2021年、再結成されたサンウルブズのメンバーに選ばれた。